# مباي نيانغ
مباي نيانغ (بالفرنسية: M'Baye Niang)‏، من (مواليد 19 ديسمبر 1994، في فرنسا)، لاعب كرة قدم سنغالي، يلعب في مركز الهجوم مع نادي سامبدوريا الإيطالي.
بدأ مسيرته الكروية مع نادي كاين الفرنسي في عام 2007 للشباب وتدرج باللعب معهم حتى وصل للفريق الأول في 2010. ولعب معهم حتى عام 2012، وشارك معهم في 30 مباراة وسجل 5 أهداف، وفي عام 2012 انتقل إلى إيه سي ميلان وشارك معهم في 79 مباراة وسجل 12 أهداف حتي عام 2018.
في الميركاتو الصيفي 2017 انتقل المهاجم الفرنسي مباي نيانغ بعد مسيرة أربع سنوات مخيبة مع نادي ميلان الإيطالي لكرة القدم إلى نادي تورينو الإيطالي لمدة موسم واحد على سبيل الإعارة، مع حق الشراء في نهاية الموسم مقابل 20 مليون يورو.

## روابط خارجية
- مباي نيانغ على موقع الاتحاد الدولي (مؤرشف)  (الإنجليزية)
- مباي نيانغ على موقع الاتحاد الأوربي (الإنجليزية)
- مباي نيانغ على موقع اتحاد تركيا (لاعب) (الإنجليزية)
- مباي نيانغ على موقع رابطة كرة القدم الفرنسية للمحترفين (الإنجليزية)
- مباي نيانغ على موقع إي إس بي إن إف سي (الإنجليزية)
- مباي نيانغ على موقع قاعدة بيانات كرة القدم.إي يو (الإنجليزية)
- مباي نيانغ على موقع بيانات كرة القدم. دي إي (الألمانية)
- مباي نيانغ على موقع ليكيب (الفرنسية)
- مباي نيانغ على موقع ناشيونال فوتبول تيمز (الإنجليزية)
- مباي نيانغ على موقع Soccerbase.com (لاعب) (الإنجليزية)